# Germano de Paris
Germano de Paris (ca. 496 — ca. 576) foi um bispo de Paris e santo da Igreja Católica. Seu dia consagrado é 28 de maio.
Germano nasceu perto de Autun, na atual França, por volta de 496. Viveu como eremita e tornou-se, depois, diácono da diocese de Autun. Após 530, foi padre e, a partir de 540, abade em St. Symphorien, também próximo a Autun.
Entre 555 e 556, Quildeberto, rei de Paris, da dinastia merovíngia, designou Germano o primeiro capelão e, posteriormente, o bispo da cidade. No cargo, Germano destacou-se pelo ascetismo e pela ajuda aos necessitados. Também promoveu o culto aos santos.
Ao morrer, em 28 de maio de 576, foi sepultado na abadia fundada por Quildeberto e por ele, em 558, junto a Paris, conhecida mais tarde como Abadia de Saint-Germain-des-Prés. Germano começou a ser venerado como santo pouco tempo após sua morte, e, em 755, o rei franco Pepino, o Breve, junto aos herdeiros Carlos e Carlomano, presidiu a translação da sepultura do santo para uma localização atrás do altar principal da igreja da abadia. As relíquias, porém, desapareceram com a Revolução Francesa, em 1793.
A partir das incursões de pilhagem normandas no século IX, Germano foi feito santo padroeiro de Paris. Seu culto, porém, permaneceu restrito à capital francesa, sendo menos popular a partir da canonização de seu homônimo, São Germano de Auxerre.